# 벌거숭이꼬리아르마딜로속
벌거숭이꼬리아르마딜로속(Cabassous)은 요정아르마딜로과에 속하는 아르마딜로 속의 하나이다. 4종을 포함하고 있다.

## 하위 종
- 북방벌거숭이꼬리아르마딜로 (C. centralis)
- 차코벌거숭이꼬리아르마딜로 (C. chacoensis)
- 남방벌거숭이꼬리아르마딜로 (C. unicinctus)
- 큰벌거숭이꼬리아르마딜로 (C. tatouay)